# Oda Nobumitsu
Oda Nobumitsu (織田信光?; 1516 – 1556) è stato un samurai giapponese del periodo Sengoku, servitore del clan Oda.

## Biografia
Nobumitsu era un fratello minore di Oda Nobuhide e possedeva il castello di Moriyama nella provincia di Owari. Fu uno dei più importanti servitori di Nobuhide, combattendo al suo fianco nella prima Battaglia di Azukizaka (1542) e in seguito assistette suo nipote Nobunaga nella cattura di Kiyosu (1544) e Muraki (1554). 
Morì improvvisamente nel 1556 e storie dell'epoca riportano che fu assassinato da Sakai Magohachirō, forse su ordine di Nobunaga.